# Lilium longiflorum
Espèce
Synonymes
- Lilium abchasicum Baker[1]
- Lilium eximium Courtois ex Spae[1]
- Lilium harrisii Carrière[1]
- Lilium jama-juri Siebold & de Vriese[1]
- Lilium liukiu Siebold[1]
- Lilium madeirense T.E.Bowdich[1]
- Lilium speciosissimum W.H.Baxter[1]
- Lilium takesima Baker[1]

Lilium longiflorum, le Lys à longue fleur, Lys de Pâques ou Lys Saint-Joseph, est une espèce de plantes ornementales de la famille des Liliacées.

## Liste des variétés
Selon Catalogue of Life (29 mars 2018) :
- Lilium longiflorum var. longiflorum
- Lilium longiflorum var. scabrum

Selon World Checklist of Selected Plant Families (WCSP) (29 mars 2018) :
- Lilium longiflorum var. longiflorum
- Lilium longiflorum var. scabrum Masam. (1936)

Selon NCBI (29 mars 2018) :
- Lilium longiflorum var. scabrum Masam.

Selon Tropicos (29 mars 2018) (liste brute contenant possiblement des synonymes) :
- Lilium longiflorum var. albomarginatum T. Moore
- Lilium longiflorum var. alexandrae (Baker) E.H. Wilson
- Lilium longiflorum var. chloraster Baker
- Lilium longiflorum var. eximium (Courtois ex Spae) Baker
- Lilium longiflorum var. formosanum Baker
- Lilium longiflorum var. giganteum auct.
- Lilium longiflorum var. harrisii (Carrière) H.P.
- Lilium longiflorum var. insulare Mallett
- Lilium longiflorum var. longiflorum
- Lilium longiflorum var. neilgherrense (Wight) Baker
- Lilium longiflorum var. nobile E.H. Wilson
- Lilium longiflorum var. purpureoviolaceum H. Lév.
- Lilium longiflorum var. scabrum Masam.
- Lilium longiflorum var. suaveolens auct.
- Lilium longiflorum var. takeshima Duch.
- Lilium longiflorum var. vittatum (E.H. Wilson) Woodcock & Stearn
- Lilium longiflorum var. wilsonii T. Moore

## Dénominations
Ce taxon porte en français le nom vernaculaire ou normalisé suivant : Lis à longues fleurs, Lis Saint Joseph, Lys Saint Joseph.